# ペドロ・アントニオ・シメオン
ペドリーニョ（Pedrinho）もしくはペドリーニョ・ガウショ（Pedrinho Gaúcho）ことペドロ・アントニオ・シメオン（ポルトガル語: Pedro Antônio Simeão、1953年8月4日 - 2019年6月19日）は、ブラジルの元サッカー選手。ミュンヘンオリンピックブラジル代表。ポジションはFW。

## クラブ歴
1973年にSCインテルナシオナルで選手となった。その後、アメリカ-SP、アトレチコ・ミネイロ、コリチーバFC、CRヴァスコ・ダ・ガマ、バングーACを経てアヴァイFCで引退した。

## 代表歴
ミュンヘンオリンピックにブラジル代表として参加、デンマーク代表戦で代表初出場を記録し、ハンガリー代表戦で初得点を記録したが、出場はこの2試合に止まった。